# 公子华
公子华，《史记·六国表》作公子桑，《史记·张仪列传》注作公子革，嬴姓，战国时期秦国公子。
秦惠王十年，公子华与张仪围攻魏国蒲阳，并成功占领。张仪借机说服魏国与秦国交好，并将公子繇送往魏国为人质。